# Милош Обренович

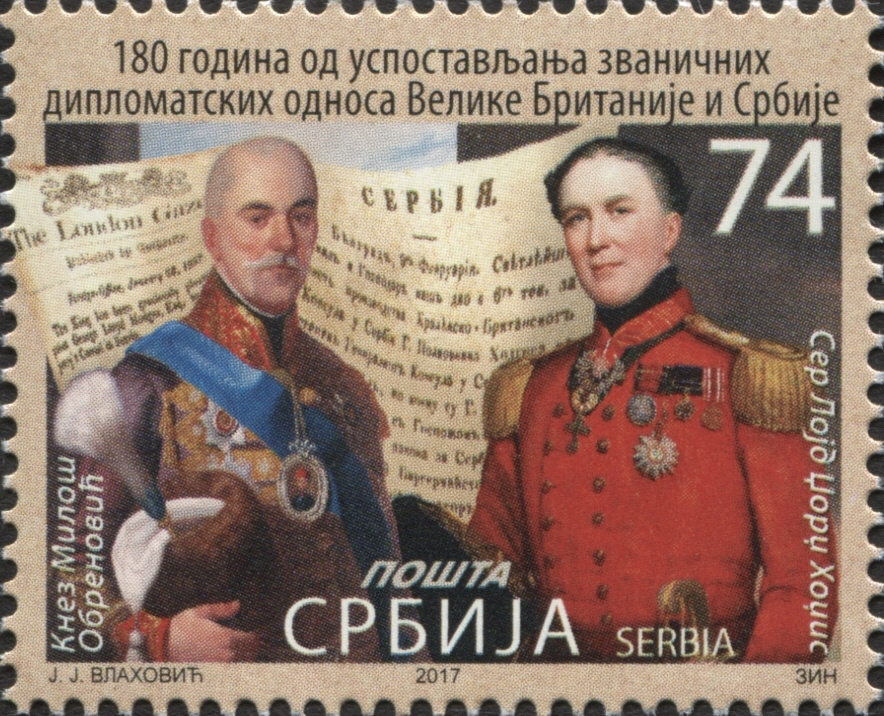
Милош Обренович (слева) на почтовой марке Сербии, приуроченной к 180-летию со дня установления дипломатических отношений между Сербией и Великобританией, 2017

Ми́лош Обре́нович (серб. Милош Обреновић, имя при рождении — Милош Теодорович, серб. Милош Теодоровић) (7 (18) марта 1780 — 14 (26) сентября 1860) — второй вождь Сербии (1815—1817 годов), князь Сербии в 1817—1839 и 1858—1860 годах, основатель династии Обреновичей.

## Биография

### Юность

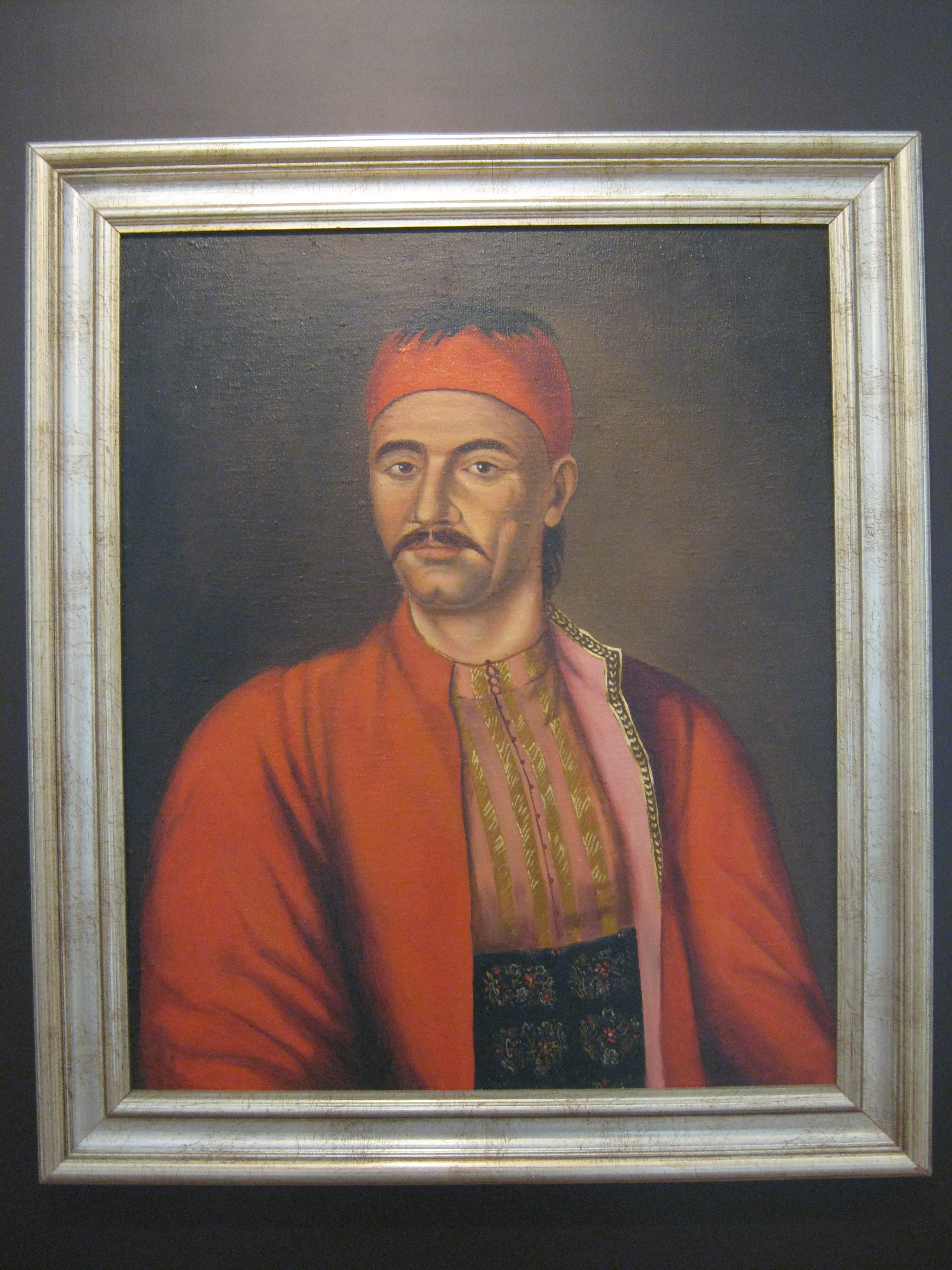
Милош Обренович в молодости

Милош Теодорович, сын крестьянина Тешо (Теодора) Михайловича и Вишни Урошевич, родился в селе Горня-Добриня на западе Сербии близ Пожеги в 1780 году. Вначале семья его отца, умершего в 1802 году, была очень бедна и Милош был вынужден наниматься в пастухи, однако когда его брат по матери, Милан Обренович, разбогател от торговли скотом, то Милош поступил к нему на службу приказчиком, и в результате сам сделался зажиточным. Также у Милоша было два брата — Ефрем и Йован, имевшие лучшее образование по сравнению с Милошем. Впоследствии Ефрем был губернатором Шабаца и Белграда, а в его честь был назван основанный им ботанический сад в Белграде.

### Первое сербское восстание
В 1804 году принял участие как боец вместе с братом в начавшемся Первом сербском восстании, которое возглавил Карагеоргий Петрович.
Милош Теодорович стал одним из вождей повстанцев (бунтовщиков), но в 1810 году Карагеоргий убил Милана Обреновича, чью фамилию взял Милош и всё состояние которого Милош унаследовал. После этого два лидера восстания вступили в острый конфликт. После провала восстания, в 1813 году, он был одним из немногих влиятельных военачальников, которые остались в стране, тем самым завоевывая доверие значительной части людей в то трудное время. Даже турки (османы), несмотря на своё значительное превосходство, предпочли вступить с ним в мирные переговоры и после битвы под Ужице Милош заслужил звание князя Рудницкого, Пожегского и Крагуевацкого, то есть почти всего юго-запада Сербии. Получив на откуп управление казённым имуществом и сбор главных податей, Милош сумел прибрать к рукам перевозки на Саве, Дунае и Мораве. Сначала он хранил верность туркам (османам), и когда воевода Продан Глигориевич, более известный как Хаджи-Продан, поднял восстание в 1814 году, то Милош принял участие в его подавлении, заботясь только о том, чтобы турецкая месть не постигала подвластных ему сёл.

### Правление
В 1815 году на фоне нарастающего террора османов он взял на себя ведущую роль в качестве избранного лидера Второго сербского восстания, вспыхнувшего в Такове в 1815 году. Милош принимал участие в крупных сражениях и лично вел переговоры с турками (османами). В 1815 году османы, преследуемые сербами со всех сторон, укрепились в городе Пожаревец, но сербы взяли город приступом, после этого одна часть османов бежала, а другая стала защищаться в городской церкви, но это им не помогло сербы и церковь взяли приступом, причем первым бросился на врагов князь М. Обренович. Под давлением России, османские власти во главе с Марашли Али-пашой согласились на заключение устного соглашения о полуавтономной, смешанной сербско-турецкой администрации Сербии во главе с Милошем Обреновичем. Благодаря искусному руководству Милоша, турки (османы) должны были очистить многие важные пункты страны; при этом Милош все время старался вступать с ними в переговоры, принимая личину верного подданного, борющегося лишь против злоупотреблений отдельных пашей.
Во время Второго сербского восстания Обренович впервые использует приветствие тремя перстами как знак самоидентификации сербов. В 1817 году Карагеоргий тайно возвращается в Сербию из Австрии, собираясь в очередной раз поднять восстание. Милош, узнав об этом, немедленно донес о его местопребывании туркам (османам), а затем, ночью с 13 на 14 июля, люди Обреновича зарезали Карагеоргия, а его голову отослали белградскому паше. Избавившись таким образом от главного соперника, Милош остался единственным главой сербского народа.
6 ноября 1817 года окружные князья, митрополит и несколько архимандритов торжественно признали его верховным князем Сербии, с наследственной властью. С этого момента Сербия стала самостоятельным, хотя и вассальным государством; формально самостоятельность её была признана Турцией три года спустя. В 1827 г. власть Милоша была подтверждена скупщиной.

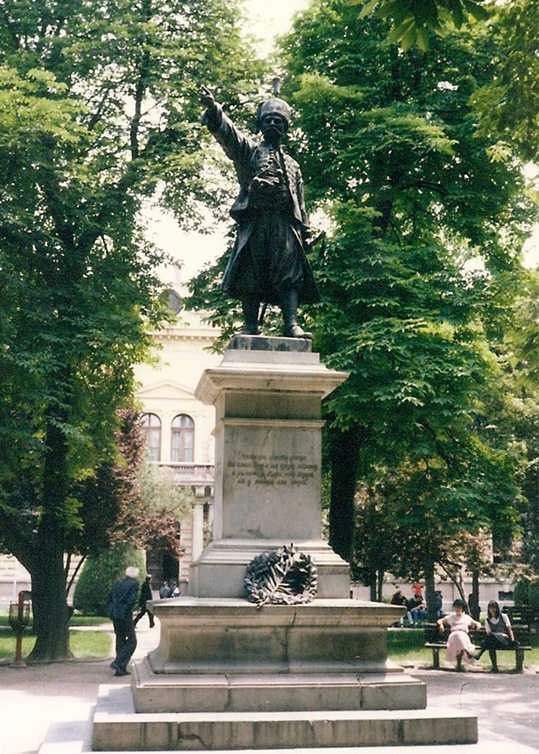
Памятник Милошу Обреновичу скульптора Джордже Йовановича (1898)

Необразованный и полуграмотный, с трудом научившийся подписывать своё имя, тем не менее, Милош был очень умен и ещё более хитер; его дипломатия отличалась большим искусством. Он никогда не скупился при раздаче взяток турецким чиновникам и подарков султану.
Во время своего первого правления, благодаря настойчивой дипломатии, Сербия стала автономным княжеством в Османской империи и отменила феодальную систему, что создало новый социальный класс — свободных крестьян. Также, несмотря на свою неграмотность, он основал 82 школы, 2 прогимназии, 1 гимназию и Лицей Княжества Сербского, который стал фундаментом развития высшего образования. До отречения был самым богатым человеком в Сербии и одним из самых богатых на Балканах.
Однако у первого правления Милоша были и свои недостатки. На основании хатт-и-шерифа 1830 года он должен был управлять страной, совещаясь со старейшинами народа, но на самом деле Милош стремился к абсолютной власти, образцы которой видел в управлении пашой. Он постоянно отказываясь ограничивать и разделять власть и крайне деспотично обращался со своими приближенными, которые внезапно то возвышались, то лишались всех своих должностей по его желанию. Нередко он даже собственноручно бил их.
Отличаясь крайней жадностью, он не довольствовался содержанием, определенным в около 2 млн пиастров, а захватывал в свою личную собственность всё, что ему нравилось за произвольную цену. Однажды он сжёг целое предместье Белграда, чтобы выстроить там новые здания. Его курьеры ездили по стране не только ничего не платя, но произвольно забирая лошадей и иными способами грабя народ. Крестьян, живших вокруг его имений, он обременял барщиной. Торговлю солью он сделал своей монополией и получал с неё весьма крупные доходы. Своими действиями он настроил против себя большую часть населения страны, даже его брат Ефрем, бежал в Валахию вместе с воеводой Томой Вучичем, когда-то содействовавшим возвышению Милоша, но внезапно впавшим в немилость. Жена Милоша, Любица, была довольно строгой и самостоятельной женщиной, оказывавшей большое влияние на сербскую политику. Довольно часто её взгляды расходились со взглядами мужа.
В итоге недовольство выразилось в восстании оппозиции 1835 г., которое вынудило Милоша согласиться на принятии конституции, ставшей известной как «Сретенский устав», и ограничивавшей его власть сенатом. Данная конституция была довольно либеральной по тогдашним меркам и заложила основы правопорядка в стране. В слегка переработанном виде конституция стала основанием для хатт-и-шерифа 1838 года, которым вновь подтверждалась власть Милоша, и который стал новой конституцией Сербии, действовавшей до 1869 года и принятия новой уже без согласования с Турцией. Но Милош бесцеремонно нарушал «Устав». Сразу же после провозглашения конституции официальная газета говорила, что князь является единственным властителем Сербии и что он не должен делить власти ни с кем, так как Сербия счастлива под его правлением. 17 марта 1835 года, несмотря на то, что изменения в конституцию могла вносить лишь скупщина, Милош самолично отменяет конституцию. Последствием самовластия Милоша явилось новое восстание 1839 г., во главе которого стал вернувшийся из-за границы Вучич. Милош подписал отречение в пользу своего сына Милана II и быстро покинул Сербию. Тем не менее, во время его ссылки многие крупные купцы передали свой бизнес под его контроль.
В своей личной жизни, в своих отношениях с подданными Милош отличался большой простотой, и в людях, не имевших с ним постоянных отношений, умел возбуждать любовь и уважение. Его дворец-конак в Топчидере (парк в Белграде, во времена Милоша был его пригородом), построенный в 1831—1833 годах, скорее напоминает простой дом и свидетельствует о скромности привычек первого сербского князя. На дворе этого дворца до сих пор стоит громадный платан, под развесистыми ветвями которого Милош самостоятельно вершил суд.
Во время правления Александра Карагеоргиевича, отстранившего ступившего на престол после смерти Милана его брата Михайло (он же Михаил III), когда европейские утончённые приёмы вымогательства оказались ещё тяжелее, чем грубый деспотизм Милоша, в сербском обществе начала набирать обороты ностальгия о последнем. Милош стал любимым героем народных песен, его освободительная роль заслонила в народной памяти недостатки его правления, и когда новое правительство довело дело до революции, то в 1858 году Народная скупщина решила восстановить Милоша как князя.
Вернулся к власти после Андреевского собрания 1858 года. Во время второго его правления было приказано преследовать политических оппонентов, которых он считал ответственными за многие годы изгнания, но он принял Закон о собраниях, установив парламентскую систему страны. Умер 26 сентября 1860 года. После смерти сербским князем вновь стал Михаил III Обренович.